# Теодор, Ник
Ник Э́ндрю Те́одор (англ. Nick Andrew Theodore; род. 16 сентября 1928, Гринвилл, Южная Каролина, США) — американский политик-демократ, 85-й вице-губернатор штата Южная Каролина (1987—1995), а ранее член Палаты представителей (1963—1966, 1969—1977) и Сената Южной Каролины (1967—1969, 1981—1987). В 1994 году баллотировался в губернаторы Южной Каролины, но уступил республиканцу Дэвиду Бизли. Член Ордена святого апостола Андрея, носит оффикий (титул) архонта депутатоса Вселенского Патриархата Константинополя.
Родился в Гринвилле в семье греков Эндрю Дж. и Луло Теодоров. Самый младший из пятерых детей. Родители Ника иммигрировали в США из Греции в 1910 году.
Окончил среднюю школу. Будучи подростком, работал в кафе «Deluxe», принадлежавшем его отцу.
Посещал Университет Джорджии.
В 1952 году получил степень бакалавра гуманитарных наук в области бизнеса в Университете Фурмана. Почётный доктор этого учебного заведения.
Открыл страховую компанию «Theodore Agency».
Активный член греческого православного Собора Святого Георгия.
В браке с Эмили Димосфенис имеет детей Дрю, Эйнджел и Стефани. Супруга Теодора родом из Саванны (Джорджия).